# Kablovi
Kablovi är en ort i Bosnien och Hercegovina.   Den ligger i entiteten Republika Srpska, i den centrala delen av landet, 120 km nordväst om huvudstaden Sarajevo. Kablovi ligger 397 meter över havet och antalet invånare är 126.
Terrängen runt Kablovi är kuperad.Runt Kablovi är det ganska tätbefolkat, med 67 invånare per kvadratkilometer.. Närmaste större samhälle är Banja Luka, 15,0 km nordväst om Kablovi. 
Omgivningarna runt Kablovi är en mosaik av jordbruksmark och naturlig växtlighet.